# Jacobo Majluta Azar
Jacobo Majluta Azar, född 9 oktober 1934, död 2 mars 1996, president i Dominikanska republiken 4 juli-16 augusti 1982.